# 장세택
장세택(張世澤, ? ~ 1644년)은 명나라 말기의 공작으로, 개봉부 상부현(祥符縣) 사람이다. 영국공 장유현의 손자로, 제9대이자 마지막 영국공이었다.

## 행적
숭정 16년(1643년), 아버지 장지극(張之極)의 뒤를 이어 영국공(英國公)에 봉해졌다. 
숭정 17년(1644년), 농민 대반란군 수령 틈왕(闖王) 이자성의 순나라군이 북경을 포위 공격하여 함락시켰다. 숭정제는 자결하였고, 이로써 명나라는 사실상 멸망하였다. 북경에 입성한 순나라군은 명나라의 고관대작들을 상대로 대대적인 약탈과 학살을 자행하였다. 이때 장세택은 순나라군의 병사들의 손에 죽임을 당하였다.
영국공의 작위는 장보 이후로 장세택의 대까지 9대에 걸쳐 세습을 통해 이어졌고, 이로써 장세택은 해당 작위를 마지막으로 세습한 인물이 되었다. 이후의 세계(世系)는 알 수 없다.

## 출전
- (청) 장정옥 외, 《명사》
  - 권106 표(表) 제7 공신세계표(功臣世系表) 2
  - 권154 열전 제45 중 장보
  - 권309 열전 제197 유적(流賊) 중 이자성

| 전임 아버지 장지극(張之極) | 명나라의 영국공 1643년 ~ 1644년 | 후임 (명 멸망) |